# Ла Колина (Терамо)
Ла Колина (итал. La Collina) је насеље у Италији у округу Терамо, региону Абруцо.
Према процени из 2011. у насељу је живело 35 становника. Насеље се налази на надморској висини од 322 м.